# Manfred-Carl Schinkel
Manfred-Carl Schinkel (* 3. Januar 1935 in Braunschweig; † 7. September 2014) war ein deutscher Richter in Niedersachsen.

## Leben
Schinkel studierte Rechtswissenschaft und promovierte 1971 an der Universität Göttingen zum Dr. iur.
1964 trat er in die niedersächsische Verwaltungsgerichtsbarkeit ein. 1967 wurde er Verwaltungsgerichtsrat beim Verwaltungsgericht Braunschweig, 1972 am Oberverwaltungsgericht Lüneburg. Vom 7. Oktober 1977 bis zum 3. April 1989 war er Richter am Bundesverwaltungsgericht. Nach seiner Rückkehr 1989 leitete er als Präsident das Niedersächsische Oberverwaltungsgericht in Lüneburg bis zu seiner Pensionierung im Jahr 2000. Von 1990 bis 1992 war er zudem Mitglied und ab 1992 bis 2007 auch Präsident des Niedersächsischen Staatsgerichtshofs. Wegen seiner freundlichen Art und seiner bürgernahen Urteile galt er als „Verkörperung des gütigen Richters“.
Schinkel hatte Lehraufträge der Leuphana Universität Lüneburg und wurde dort 1996 zum Honorarprofessor für Staats- und Verwaltungsrecht ernannt. Seit 2008 war er Vorsitzender des Hochschulrats der Medizinischen Hochschule Hannover (MHH). Bis Ende 2003 leitete er auch den Rechtshof der Konföderation evangelischer Kirchen in Niedersachsen über viele Jahre; seine Nachfolgerin war Ilsemarie Meyer.
Schinkel ist in Lüneburg beigesetzt.

## Auszeichnungen
- 2007: Großes Verdienstkreuz des Niedersächsischen Verdienstordens

## Schriften
- Der Rechtsschutz des Subventionsbewerbers und des Subventionsempfängers. Dissertation. Universität Göttingen 1971
- Spannungsverhältnis zwischen Verwaltung und Verwaltungsgerichtsbarkeit:  Vortrag, gehalten im Rahmen des Städteforums Lüneburg am 27. November 1991. Schwartz. Göttingen 1992, ISBN 3-509-01597-5.